# Comarca de Quiroga
La Comarca de Quiroga és una comarca de Galícia al sud de la província de Lugo. Limita amb la Valdeorras al sud-est, amb Os Ancares i la comarca de Sarria al nord, amb la Terra de Lemos i la Terra de Caldelas a l'oest, i amb El Bierzo i Las Cabreras (província de Lleó) a l'est.
En formen part els municipis de Folgoso do Courel, Quiroga i Ribas de Sil, en la zona coneguda com a Ribeira Sacra. Aquests dos últims municipis, banyats pel riu Sil juntament amb el de Folgoso, en les serres d'O Courel formen una pròspera comarca agrícola, minera i vitivinícola en la qual destaquen els seus vins Denominació d'Origen Ribeira Sacra. També compta amb molts punts d'interès turístic, les seves serres són un bon lloc per a la pràctica d'esports de muntanya com parapent, senderisme. Des de llocs clau com el Castro d'Ares, l'Alt d'Aldriz o el d'Augasmestas hom pot gaudir de magnífiques vistes.